# Lukas Baum
Lukas Baum (* 28. Februar 1995 in Speyer) ist ein deutscher Mountainbiker, der im Cross-Country aktiv ist.

## Sportlicher Werdegang
Mit dem Radsport begann Baum im Alter von 10 Jahren, mit 14 kam er zum Mountainbikesport. Nachdem er 2013 bei den Junioren im olympischen Cross-Country sowohl Deutscher Meister, Europameister als auch Weltmeister wurde, galt er als große Hoffnung im deutschen Mountainbikesport. Mit dem Wechsel in die U23 wurde Baum in der Saison 2014 neben dem Mountainbikesport auch Mitglied im Rad-net Rose Team, um seine Allrounder-Fähigkeiten auszubauen und sich – wie sein Vorbild Nino Schurter – auch auf der Straße zu präsentieren. In den folgenden Jahren konnte er jedoch nicht an die Erfolge aus der Juniorenzeit anknüpfen und nur sporadisch sein Können unter Beweis stellen. Der Gewinn der Deutschen U23-Meisterschaften 2016 im Cross-Country und 2017 im Cyclocross sowie ein dritter Platz im U23-Weltcup 2016 in Mont Sainte-Anne blieben die besten Ergebnisse in der U23. Nachdem er in der Saison 2018 in der Elite im Weltcup überhaupt nur einmal in die Punkteränge gekommen war, erklärte er Ende der Saison 2018 seinen Rücktritt vom Leistungssport.
Zur Saison 2022 gründeten er und sein Freund Georg Egger ihr eigenes Team Speed Company Racing, um sich den Langdistanzen zuzuwenden und an MTB-Marathon- und Etappenrennen teilzunehmen. Im dazugehörigen Podcast Speed Company Radio berichten sie regelmäßig über den Werdegang ihres Teams. Bereits im ersten Jahr gewannen sie gemeinsam die prestigeträchtige Cape Epic sowie die Israel Epic. Auch in der Saison 2023 kämpften sie bei der Cape Epic um den Gesamtsieg und belegten am Ende den zweiten Gesamtrang. Seinen bisher größten Einzelerfolg erzielte Baum, als er bei den Radsport-Weltmeisterschaften 2023 in Glasgow die Bronzemedaille im MTB-Marathon gewann. Im September 2023 gewann Baum schließlich die erstmalig ausgetragenen Deutschen Meisterschaften im Gravel in Daun. 2024 kürte er sich im dänischen Viborg zum Europameister im MTB-Marathon.

## Erfolge
2012
- Deutscher Meister – Cross-Country XCO (Junioren)

2013
- Weltmeister – Cross-Country XCO (Junioren)
- Europameister – Cross-Country XCO (Junioren)
- Deutscher Meister – Cross-Country XCO (Junioren)

2016
- Deutscher Meister – Cross-Country XCO (U23)

2017
- Deutscher Meister – Cyclocross (U23)

2022
- Gesamtwertung Cape Epic (mit Georg Egger)
- Gesamtwertung Israel Epic (mit Georg Egger)

2023
- Weltmeisterschaften – Marathon XCM
- Gesamtwertung 4 Islands Stage Race (mit Georg Egger)
- Deutscher Meister – Gravel

2024
- Europameister – Marathon XCM